# کنستانتین سوم، شاه ارمنستان
کنستانتین سوم، شاه ارمنستان (ارمنی: Կոստանդին Դ; فرانسوی: Constantin V d'Arménie‎) ; (زاده ۱۷ آوریل ۱۳۱۳ - درگذشتهٔ ۲۱ دسامبر ۱۳۶۲)، به نوشته مورخین غربی ارمنی گستانتین یا کنستانتین شاه ارمنی کیلیکیه بود که از سال ۱۳۴۴ تا ۱۳۶۲ سلطنت کرد. او پسر بالدوین و برادر زاده هتوم یکم، شاه ارمنستان و پسر عموی دوم کنستانتین دوم بود.
هنگامی که کنستانتین دوم در قیام سال ۱۳۴۴ میلادی کشته شد، کنستانتین سوم به جای او به سلطنت رسید. او تلاش کرد تا تمامی رقبای مدعی تاج و تخت را از میان بردارد. کنستانتین سوم دستور داد تا بمون و لئو برادرزاده‌های کنستانتین دوم را بکشند، اما قبل از به قتل رساندن آنها، این دو توانستند از زندان فرار کرده و به قبرس بروند. با اینحال دوران سلطنت، پادشاهی ارمنی کیلیکیه به دلیل حملات و فتوحات مملوک مصری تضعیف شد. آنها در سال ۱۳۴۷ آجازو و در سال ۱۳۵۹ تارسوس و آدانا را فتح کردند.
کنستانتین اولین شوهر ماریا، دختر اوشین کوریکوس و جین آنجو بود. دو پسرش زودتر از او درگذشتند. پس از اینکه او به مرگ طبیعی درگذشت. پسر عموی اش کنستانتین چهارم به قدرت رسید.

نشان مجلس قانونگذاری ارمنستان